# Луньковець
Луньковець (хорв. Lunjkovec) — населений пункт у Хорватії, у Вараждинській жупанії у складі громади Малий Буковець.

## Населення
Населення за даними перепису 2011 року становило 215 осіб.
Динаміка чисельності населення поселення:

## Клімат
Середня річна температура становить 10,45 °C, середня максимальна – 24,78 °C, а середня мінімальна – -6,05 °C. Середня річна кількість опадів – 773 мм.
| Клімат поселення                              | Клімат поселення | Клімат поселення | Клімат поселення | Клімат поселення | Клімат поселення | Клімат поселення | Клімат поселення | Клімат поселення | Клімат поселення | Клімат поселення | Клімат поселення | Клімат поселення | Клімат поселення |
| Показник                                      | Січ.             | Лют.             | Бер.             | Квіт.            | Трав.            | Черв.            | Лип.             | Серп.            | Вер.             | Жовт.            | Лист.            | Груд.            |                  |
| Середній максимум, °C                         | 5,68             | 7,59             | 12,07            | 16,47            | 21,79            | 24,78            | 23,82            | 23,28            | 19,19            | 14,53            | 8,78             | 4,66             |                  |
| Середня температура, °C                       | −0,18            | 1,71             | 6,22             | 10,59            | 15,94            | 18,92            | 20,12            | 19,60            | 15,50            | 10,85            | 5,09             | 1,00             |                  |
| Середній мінімум, °C                          | −6,05            | −4,15            | 0,34             | 4,73             | 10,07            | 13,05            | 16,46            | 15,92            | 11,85            | 7,18             | 1,42             | −2,68            |                  |
| Норма опадів, мм                              | 39               | 39               | 47               | 60               | 70               | 87               | 82               | 76               | 73               | 67               | 77               | 56               |                  |
| Середньомісячна швидкість вітру, м/с          | 2.20             | 2.40             | 2.80             | 2.70             | 2.50             | 2.30             | 2.20             | 2.00             | 2.00             | 2.09             | 2.20             | 2.20             |                  |
| Середньомісячна сонячна радіація, кДж/м²·день | 4042             | 6793             | 10617            | 15047            | 19256            | 21133            | 21718            | 19026            | 14101            | 8714             | 4493             | 3236             |                  |
| --------------------------------------------- | ---------------- | ---------------- | ---------------- | ---------------- | ---------------- | ---------------- | ---------------- | ---------------- | ---------------- | ---------------- | ---------------- | ---------------- | ---------------- |
| Джерело:                                      |                  |                  |                  |                  |                  |                  |                  |                  |                  |                  |                  |                  |                  |